# Nakao Koji
Koji Nakao (sinh ngày 8 tháng 9 năm 1981) là một cầu thủ bóng đá người Nhật Bản.

## Sự nghiệp câu lạc bộ
Koji Nakao đã từng chơi cho Consadole Sapporo, Yokohama FC, Shizuoka FC và FC Gifu.